# Nemausa acuticornis
Nemausa acuticornis är en kräftdjursart som först beskrevs av William Stimpson 1870.  Nemausa acuticornis ingår i släktet Nemausa och familjen Mithracidae. Inga underarter finns listade i Catalogue of Life.